# Lijst van Belgische adelsverheffingen 1978
Personen die in 1978 werden opgenomen in de Belgische adel of een adellijke titel verkregen.

## Prins
- Rodolphe de Habsbourg Lorraine (1950- ), inlijving in de Belgische erfelijke adel met de titel prins, overdraagbaar op alle afstammelingen die de naam dragen.

## Baron
- Albert Lacquet (1904-2003), hoogleraar, erfelijke adel en persoonlijke titel baron.
- Franz Tilmans (1905-1991), erfelijke adel en persoonlijke titel baron.

## Ridder
- Reimond de Waepenaert (1891-1978), burgemeester van Grembergen, erfelijke adel en de titel ridder, overdraagbaar bij eerstgeboorte.

## Jonkheer
- René Lamarche (1905-1989), erfelijke adel.